# جولین رمیتی
جولین رمیتی (انگلیسی: Julien Remiti؛ زادهٔ ۷ سپتامبر ۱۹۹۴) بازیکن فوتبال اهل فرانسه است.
از باشگاه‌هایی که در آن بازی کرده‌است می‌توان به باشگاه فوتبال آژاکسیو اشاره کرد.